# Université de Calabar
L'université de Calabar (en anglais : University of Calabar ou UNICAL) est une université située à Calabar, dans le sud du Nigeria.

## Anciens étudiants
- Betta Edu, femme politique
- Stella Immanuel, femme médecin

## Source
- (en) Cet article est partiellement ou en totalité issu de l’article de Wikipédia en anglais intitulé « University of Calabar » (voir la liste des auteurs).